# Кода ди Волпе (Палермо)
Кода ди Волпе је насеље у Италији у округу Палермо, региону Сицилија.
Према процени из 2011. у насељу је живело 18 становника. Насеље се налази на надморској висини од 261 м.